# St. Marien (Neuenhuntorf)

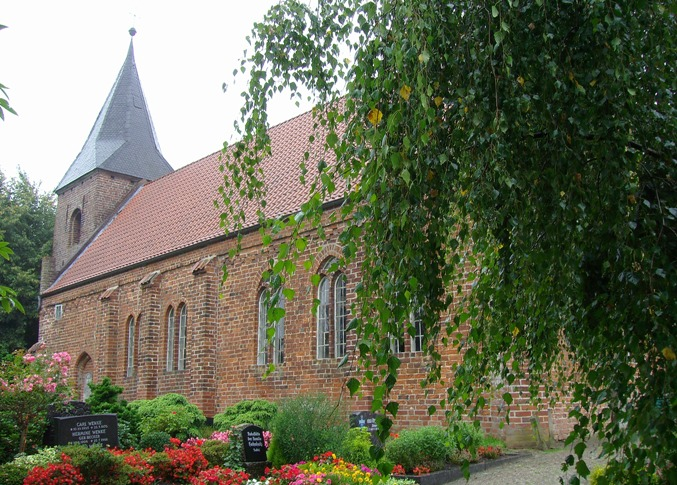
St.-Marien-Kirche Neuenhuntorf

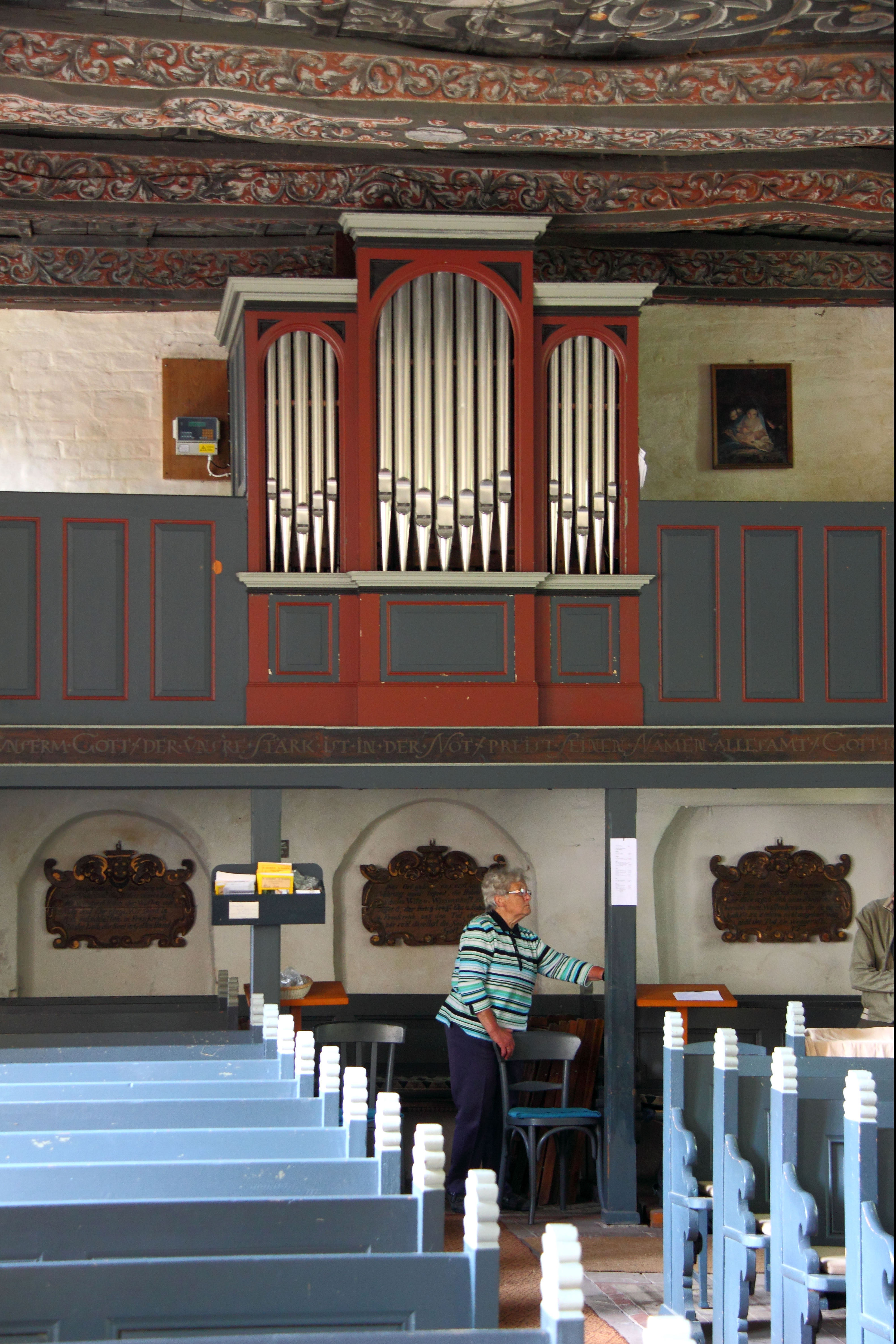
Innenraum, Orgel

Die St.-Marien-Kirche in Neuenhuntorf, Gemeinde Berne, Landkreis Wesermarsch, Land Niedersachsen, gehört zur evangelisch-lutherischen Landeskirche Oldenburg. Die Kirchengemeinde selber benennt sich und ihre Kirche üblicherweise ohne Patrozinium. Die spätgotische Saalkirche aus Backstein steht auf einer Warft. Auch der Westturm ist backsteingotisch. Die seitlichen Chorfenster wurden jedoch neugotisch verändert.

## Geschichte
Die Bauern aus Huntorf, heute Altenhuntorf, zogen um 1441 nach Neuenhuntorf am Huntedeich um, um den Zehnten nicht mehr an die Bremer Benediktinerabtei St. Paul abliefern zu müssen, auf deren Grundbesitz sie und ihre Kapelle angesiedelt waren. Im Jahr 1489 wurde in Neuenhuntorf eine Kapelle eingeweiht und wenige Jahre später zur Pfarrkirche erweitert. Es gelang nicht, dem Zehnt zu entgehen. Nach der Reformation wurde der Klosterbesitz in ein gräfliches Vorwerk umgewandelt, das die geadelte Familie von Münnich 1657 kaufte.

## Ausstattung

### Altar, Taufe, Kanzel, Orgel und Glocke
Hauptsehenswürdigkeit der Kirche ist der spätgotische Flügelaltar aus der Zeit um 1520. Er hat Anklänge an die Werke des Meisters von Osnabrück. Da es sich um einen Altar handelt, der die Passion Jesu zum alleinigen Thema hat, überlebte er problemlos die Reformation.
Die Mitte des Altars bildete eine figurenreiche Kreuzigungsszene. Sie ist rechts und links von folgenden Szenen der Passionsgeschichte umgeben: Liturgisch rechts: Jesu Gebet am Ölberg und die schlafenden Apostel, der Judaskuss, Jesus vor Pontius Pilatus, die Ecce-Homo-Szene, wobei ein Israelit durch seine verschränkten Arme das „kreuzige ihn!“ fordert, Pontius Pilatus wäscht sich die Hände in Unschuld und Jesus wird angeführt sowie die Geißelung Jesu.
Auf der liturgisch linken Seite folgt die Dornenkrönung, die Kreuztragung, die Kreuzabnahme, die Grablegung, die Höllenfahrt, bei der der auferstandene Christus mit Siegesfahne in Händen den Adam zuerst aus der Vorhölle befreit. Der hält noch den Apfel in Händen, der Anlass war, ihn aus dem Paradies zu verbannen. Den Abschluss bildet die Auferstehung, wobei Jesus aus dem Sarkophag steigt, einer der Wach-Soldaten noch schläft, während die beiden anderen vom Glanz des Auferstehenden geblendet sind.
In der Predella steht in der Mitte eine romanische Madonna um 1350, die vermutlich aus der Kapelle in Huntorf stammt. Neben ihr je drei Apostel. Liturgisch rechts: Petrus, Paulus und Johannes der Evangelist.
Auf der Mensa des Altars ist eine Stiftungsinschrift mit der Jahreszahl 1515 erhalten geblieben.
Die hölzerne Balkendecke wurde 1630/40 mit den Bildern von Christus und den 12 Aposteln umgeben von reichen Ornamenten in Grau bemalt. An der Nordwand hängt ein gotisches Vortragskreuz aus der Zeit um 1400 bis 1420.
Auf der steinerner Taufe eine Messingschale mit reichem teilweise durchbrochenem Pflanzendekor von 1686.
Die Kanzel wurde 1672 in Bremen geschaffen. Am Kanzelkorb vier etwas plumpe Evangelisten zwischen gedrehten Säulen.
Die 1883 von Orgelbauer Johann Martin Schmid erbaute Orgel auf der Empore mit sechs Registern auf einem Manual und Pedal ist weitgehend erhalten.
Im Turm hat eine Annen-Glocke von 1498 mit dem Schlagton gis′, von Johann Frese in Osnabrück gegossen, diverse „Metallspende-Aktionen“ überlebt.

### Grabkeller

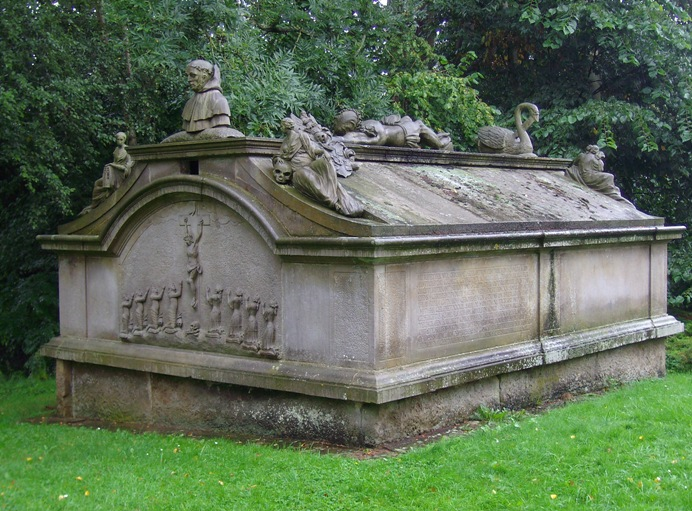
Grabkeller der Familie von Münnich (um 1710)

Auf dem Friedhof ein aufwendiger barocker Grabkeller der Familie von Münnich, um 1710/11 vom Bremer Bildhauer Johann Mehntz aus Obernkirchner Sandstein geschaffen. Auf dem Dach ein überlebensgroßer Kruzifixus, auf dem Vordergiebel die Büste eines Mönchs, eine Anspielung auf den Familiennamen, der nach der Adelung in von Mönnich umbenannt wurde. Rechts und links des Mönchs zwei liegende Frauen mit den Vanitas-Symbolen: Stundenglas und Totenkopf. Auf der Rückseite ein Schwan, das Attribut Martin Luthers.